# Gracy Singh
Gracy Singh (ur. 20 lipca 1980 w Delhi, Indie) – indyjska aktorka z Pendżabu. Od 1999 roku gra w filmach bollywoodzkich. Najbardziej znana z roli Gauri w Lagaan. Grała też w Munnabhai M.B.B.S. 3 nagrody, 1 nominacja – za Lagaan: Dawno temu w Indiach.

## Filmografia
- Hu Tu Tu (1999) ... Shanti
- Hum Aapke Dil Mein Rehte Hain (1999) (jako Gracy) ... Maya
- Lagaan: Dawno temu w Indiach (2001) ... Gauri
- Santosham (2002) ... Padmavathi
- Armaan (2003) ... Dr. Neha Mathur
- Gangaajal (2003) ... Anuradha
- Munnabhai M.B.B.S. (2003) ... Dr. Suman "Chinki" Asthana
- Muskaan (2004) ... Muskaan
- Shart: The Challenge (2004) ... Sonam
- Wajahh: A Reason to Kill (2004) ... Trishna Bhargava
- The White Land (2006) ... Sudha Patel